# Chi (chữ cái)
Chi (chữ hoa Χ, chữ thường χ; tiếng Hy Lạp: χῖ) là chữ cái thứ 22 trong bảng chữ cái Hy Lạp.
Chi thường được sử dụng trong chữ cái Hy Lạp hiệu hóa học chữ chi được biết trong độ âm điện hóa học